# Santo Estêvão (Sabugal)
Santo Estêvão is een plaats (freguesia) in de Portugese gemeente Sabugal en telt 360 inwoners (2001).